# Біма (округ)
Бі́ма (індонез. Bima) — один з 8 округів у складі провінції Західна Південно-Східна Нуса у складі Індонезії. Розташована у східній та північній частинах острова Сумбава, до складу округу також водять острови Тенгах. Адміністративний центр — селище Нару у районі Воха.
Населення — 450976 осіб (2013; 447286 в 2012, 439228 в 2010).

## Адміністративний поділ
До складу округу входять 18 районів, 8 селищ та 170 сіл:
| Райони      | Населення, осіб (2010) | Населення, осіб (2013) | Центр           | Селища | Села |
| ----------- | ---------------------- | ---------------------- | --------------- | ------ | ---- |
| Амбалаві    | 18172                  | 18461                  | Ніпа            | 0      | 6    |
| Бело        | 24940                  | 25406                  | Нгалі           | 0      | 8    |
| Боло        | 44259                  | 45539                  | Рато            | 1      | 11   |
| Ваво        | 16250                  | 16504                  | Камбіло         | 0      | 9    |
| Вера        | 28032                  | 28501                  | Тавалі          | 0      | 11   |
| Воха        | 43904                  | 45538                  | Нару            | 3      | 12   |
| Донгго      | 16753                  | 17073                  | Мбава           | 0      | 8    |
| Ламбіту     | 5074                   | 5135                   | Самборі         | 0      | 5    |
| Ламбу       | 34280                  | 35157                  | Калео           | 0      | 13   |
| Ланггуду    | 26292                  | 26809                  | Карумбу         | 0      | 15   |
| Мада-Пангга | 27385                  | 27632                  | Монгго          | 0      | 11   |
| Монта       | 33439                  | 34350                  | Монта           | 0      | 12   |
| Палібело    | 24786                  | 25390                  | Бело            | 0      | 9    |
| Парадо      | 8702                   | 8874                   | Парадорато      | 0      | 5    |
| Санггар     | 11826                  | 12244                  | Коре            | 0      | 6    |
| Сапе        | 53064                  | 54415                  | Бугіс           | 4      | 13   |
| Сороманді   | 15468                  | 16414                  | Баджо           | 0      | 6    |
| Тамбора     | 6602                   | 7533                   | Лабухан-Кананга | 0      | 10   |

## Найбільші населені пункти
| Населений пункт | Населення, осіб (2010) |
| --------------- | ---------------------- |
| Бугіс           | 6 893                  |
| Нгалі           | 6 052                  |
| Рато            | 5 864                  |
| Тамбе           | 5 819                  |
| Ніпа            | 5 494                  |
| Ренда           | 5 307                  |
| Сангіа          | 4 887                  |
| Парангіна       | 4 880                  |
| Самілі          | 4 849                  |
| Расабоу         | 4 784                  |